# Кац-Сухий, Юлиуш
Юлиуш Кац-Сухий (пол. Juliusz Katz-Suchy; 28 января 1912, Санок, Королевство Галиции и Лодомерии — 27 октября 1971, Орхус, Королевство Дания) — польский дипломат и коммунистический деятель. В 1946—1951 и в 1953—1954 — постоянный представитель Польши при Организации Объединённых Наций в Нью-Йорке. В 1958—1962 посол Польши в Индии.

## Биография
Юда Кац родился 28 января 1912 года в Саноке в еврейской семье. Он был третьим ребёнком Шулима Каца (1869—1938), кладовщика табачной монополии, а затем мелкого купца из Розвадова, и Рохмы Эрлих (1873—1922). Кроме Юды, в семье были сестра Тонька (1902—?) и брат Бенцион (1907—1968), переводчик и литературный критик, в будущем ректор Тель-Авивского университета. Через 10 лет после рождения Юды его мать умерла.
Окончил государственную начальную школу, а в 1931 году — городскую гимназию королевы Софии в Саноке. Ещё в гимназии примкнул к коммунистическому движению. В 1927—1929 годах был членом организации Ха-шомер ха-цаир. В 1928 году вступил в Коммунистический союз молодёжи Западной Украины (КСМ ЗУ). С 1929 года был секретарём городского комитета КСМ ЗУ, а также членом повятового комитета организации. В 1930-х годах стал членом Коммунистической партии Западной Украины.
Поступил на юридический факультет Ягеллонского университета, но был отчислен после первого курса за коммунистическую деятельность. Был приговорён к пяти годам заключения, из которых отсидел два с половиной. Пару месяцев был заключён в Берёзе-Картузской. Нелегально перебрался в Чехословакию, где продолжил обучение в Праге. В этот период публиковал статьи социалистической ориентации в прессе, в том числе под псевдонимом Сухий, который позже стал частью его фамилии. В марте 1938 года был вынужден бежать из Чехословакии обратно в Польшу. Из Польши на рыбацком судне перебрался в Англию.
В Англии начал работать в агентстве Reuters. В период Второй мировой войны работал сначала на правительство генерала Сикорского в Польском телеграфном агентстве, но потом примкнул к немногочисленной прокоммунистической группе польских эмигрантов.
После окончания войны вернулся в Польшу и начал работать на дипломатической службе. В 1945 году, после признания Великобританией Правительства народного единства, был назначен пресс-атташе посольства Польши в Лондоне. В 1946 году был переведён в Нью-Йорк в качестве заместителя постоянного представителя Польши при ООН. Позже сам занял пост представителя, сменив на нём профессора Оскара Ланге, и занимал эту должность до середины 1951 года, принимая участие в сессиях Генеральной Ассамблеи ООН, в сессиях Экономического и Социального Совета ООН, в работе Европейской экономической комиссии ООН в Женеве. Параллельно занимал пост директора Польского института международных дел, был членом коллегии МИД Польши. В период 1953—1954 годов вновь занимал пост представителя Польши при ООН.
Принимал участие в комитете, создавшем проект Всеобщей Декларации Прав Человека. Во время голосования декларации на 183-м пленарном заседании Генеральной Ассамблеи Организации Объединённых Наций в Пале де Шайо (Париж) 10 декабря 1948 года воздержался, как и большинство стран советского блока. Он объяснял свой голос так: 

Всеобщая декларация — шаг назад в сравнении с Декларацией, разработанной во время Французской Революции.— 
В 1955 году был представителем Польши на Международной конференции по атомной энергии. В 1957—1962 годах — посол Польши в Индии.
Летом 1961 года племянница Каца-Сухого Ирена Пензик, дочь известного адвоката и депутата Сейма Абрама Пензика, работавшая секретарём у Юлиуша в период его пребывания в Нью-Йорке, опубликовала книгу «Пепел на вкус» (Ashes to the Taste). Книга содержала воспоминания о её работе у Каца-Сухого и нанесла непоправимый вред его политической карьере.
В 1962 году, после возвращения из Индии, Юлиуш Кац-Сухий стал профессором кафедры международного права Варшавского университета, хотя и не имел законченного высшего образования.
В ходе антисемитской кампании 1968 года был уволен со всех постов. В 1970 году перебрался в Данию и начал преподавать в университете Орхуса.
Скончался 27 октября 1971 года. Похоронен на еврейском кладбище Копенгагена. Рядом с ним впоследствии была похоронена и его жена Эльжбета (1912—1989).
Имел двух дочерей, Эрику и Барбару.

## Награды
- Орден «Знамя Труда» 2 степени
- Орден Возрождения Польши степени Командора[9]
- Золотой крест Заслуги (1946[10], 1954[11])
- Медаль «10-летие Народной Польши» (1955)[12]